# Hibiscus pruriosus
Hibiscus pruriosus är en malvaväxtart som beskrevs av Arthur Wallis Exell och Mendonca. Hibiscus pruriosus ingår i Hibiskussläktet som ingår i familjen malvaväxter. Inga underarter finns listade i Catalogue of Life.